# پادکار الکترونیکی
سیگنال‌های الکترونیکی مقابله زیر مجموعه‌ای از جنگ الکترونیک است که در آن دستگاه‌های الکتریکی یا الکترونیکی با رادارها، امواج صوتی زیردریایی یا سامانه‌های جستجوگر دیگر مانند فروسرخ‌ها یا لیزرها مقابله می‌کنند، یا آنها را منحرف می‌کنند. این عملکرد هم در حالت حمله و هم در حالت دفاعی، و به هر شکلی برای اختلال در اطلاعات هدف‌گیری دشمن صورت می‌گیرد.